# Liebenau (Niedersachsen)

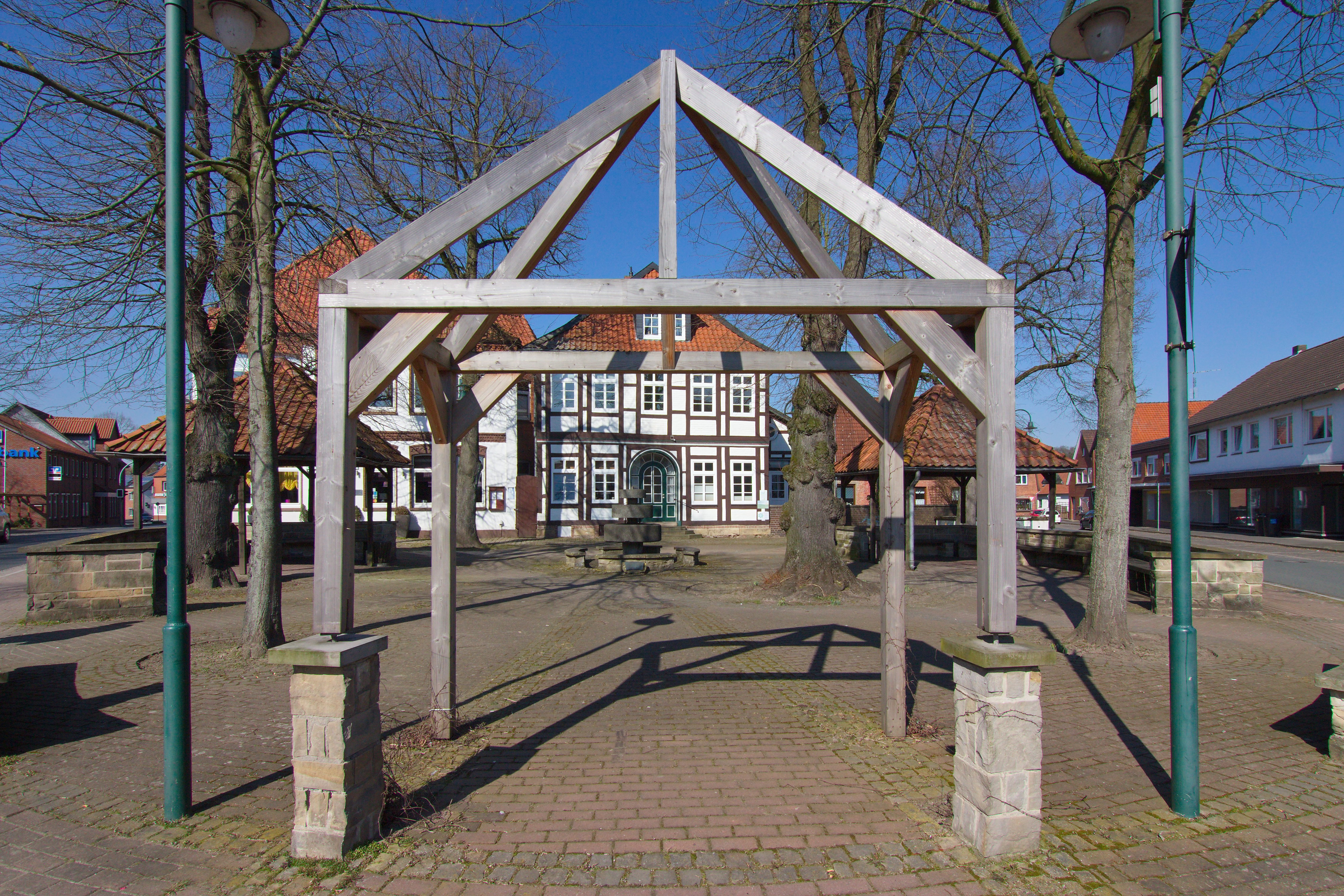
Ortsblick

Liebenau ist eine Gemeinde und ein Flecken im Landkreis Nienburg/Weser in Niedersachsen und gehört zur Samtgemeinde Weser-Aue.

## Geografie
Liebenau liegt etwa 15 km südwestlich der Kreisstadt Nienburg/Weser zwischen der Mittelweser und dem Osthang der in der Eiszeit entstandenen Nienburg-Meppener Geestplatte. Durch den Ort fließt die Aue.

## Geschichte

### Mittelalter
Auf dem Heidberg, einer Sanddüne etwa 2 km südwestlich von Liebenau, liegt das Altsächsische Gräberfeld Liebenau. Es ist zwischen dem 4. und 9. Jahrhundert für Brand- sowie für Körperbestattungen genutzt worden. Bei der ab 1953 über 35 Jahre anhaltenden Ausgrabungstätigkeit des Niedersächsischen Landesmuseums Hannover wurden rund 450 Gräber untersucht. Die Grabbeigaben lieferten wichtige Erkenntnisse zur Kultur der Altsachsen und ließen erkennen, dass Handelsbeziehungen zu weit entfernten Gebieten bestanden haben. Im 8. bis 9. Jahrhundert bestand am Ortsrand die Sächsisch-karolingische Siedlung von Liebenau, die seit 2015 archäologisch untersucht wird.
In der schriftlichen Überlieferung wird Liebenau im Zusammenhang mit Ritter- und Adelsgeschlechtern im 12. und 13. Jahrhundert erwähnt. Der Name Liebenau taucht erstmals im Jahr 1167 in einer Urkunde Heinrichs des Löwen auf.
Da im 10. Jahrhundert der Heilige Laurentius häufig als Schutzherr neu gegründeter Gotteshäuser erscheint, darf angenommen werden, dass das Kirchspiel Bruchtorf mit diesem Schutzpatron zu dieser Zeit entstanden ist. Es gehörte zum Bistum Minden und war Gerichtsort der Mindener Bischöfe. Mit dem Zeugen Eilward von Bructhorpe, dem Ahnherrn des Adelsgeschlechts „von Brockdorff“, ist der Name des Dorfes Bruchtorf im Jahre 1167 erstmals urkundlich erwähnt.
In der Wesermarsch bei Bruchtorf kaufte 1241 der Bischof von Minden eine Burg namens Venau von den Grafen von Oldenburg-Wildeshausen, die der Bischof von Minden sogleich im Jahre 1242 zu der neuen, gegen die Grafschaft Hoya gerichteten Wasserburg Nygenhus ausbaute. 1346 eroberten die Grafen von Hoya die Burg und zerstörten sie. Aus den Steinen der zerstörten Burg bauten die Grafen von Hoya noch im 14. Jahrhundert nördlich der Großen Aue das Schloss Liebenau, um das der Flecken Liebenau entstand. Das Schloss zerstörten um 1512 die Grafen von Schaumburg. Es wurde später lediglich als Amtshof wiederaufgebaut.
Etwa seit Mitte des 14. Jahrhunderts sind die Orte Bruchtorf und Liebenau gemeinsam verwaltet worden, wobei sie allerdings noch bis nach dem Dreißigjährigen Krieg getrennt unter ihren Namen erschienen. Zu Beginn des 15. Jahrhunderts erhielt Liebenau Fleckenrechte.

### Neuzeit
1709 wurde das Amt Liebenau an das Amt Steyerberg angeschlossen, der Liebenauer Amtshof 1728 abgerissen.

### Pulverfabrik und „Arbeitserziehungslager“ Liebenau

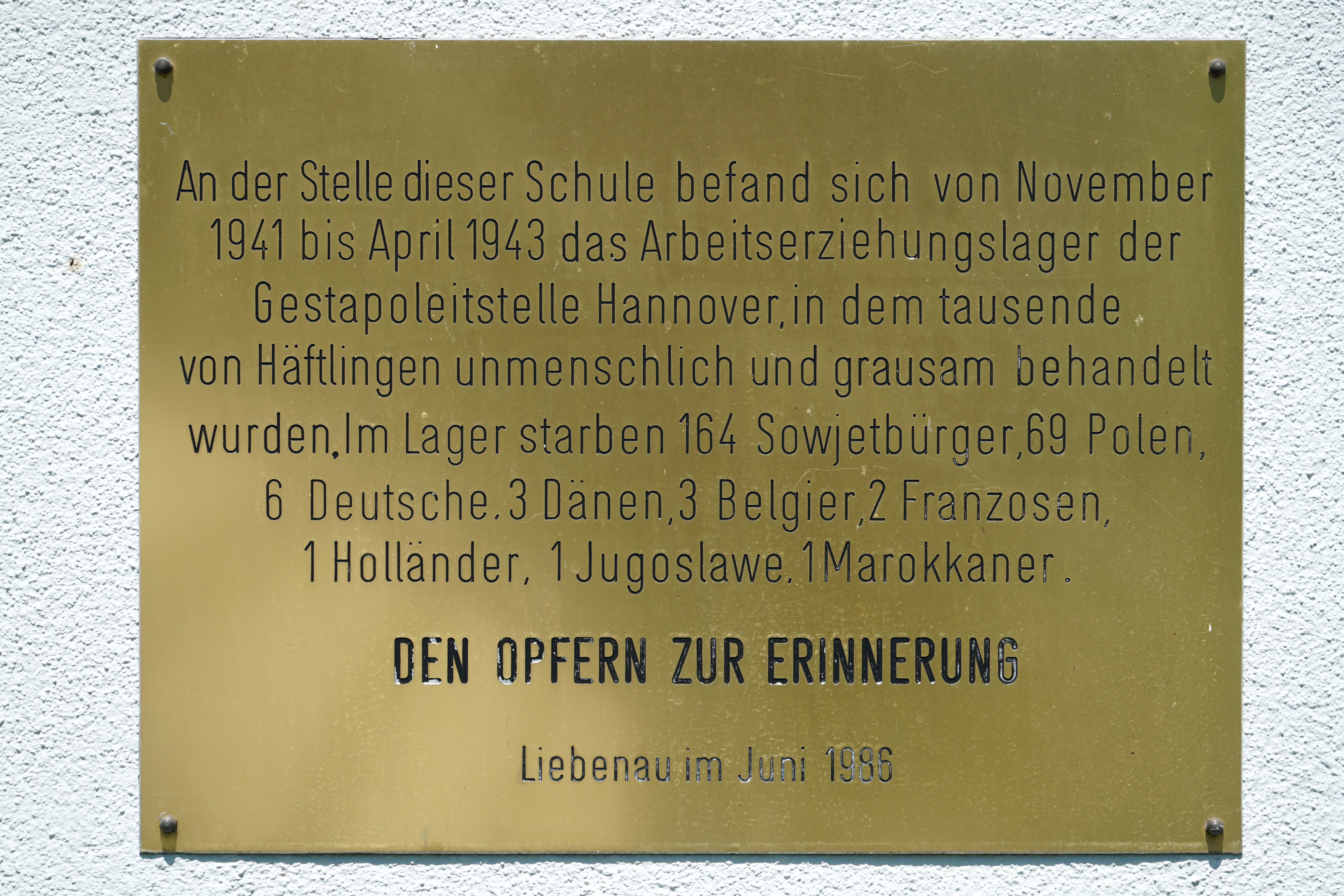
Gedenktafel zum Arbeitserziehungslager in der Sankt-Laurentius-Schule

Grabstätte der Opfer von Liebenau in Deblinghausen

1939 entstand unmittelbar westlich von Liebenau in der Eickhofer Heide eine große Munitionsfabrik. Gebaut wurde diese Fabrik von der Firma Wolff & Co. in Bomlitz. Sie wurde dann an die Montan GmbH übergeben, die sie an die Firma Eibia GmbH, eine hundertprozentige Tochter von Wolff & Co., verpachtete. Die Eibia produzierte auf dem Gelände für das Oberkommando des Heeres zum größten Teil verschiedene Pulvergrundstoffe, Pulver, Nitrozellulose und Raketentreibsätze. Ab 1943/44 wurden zudem auf dem Gelände eine Gießlingsanlage für diese Nebelwerfer- und späteren Raketentreibsätze errichtet. Etwa 2.000 Kriegsgefangene und Zwangsarbeiter, die dort zu Tode kamen, waren zunächst an mehreren Stellen außerhalb des Betriebsgeländes verscharrt worden. 1956 wurde der Werksfriedhof in die Kriegsgräberstätte Deblinghausen-Hesterberg bei Steyerberg umgewandelt. Die Todesopfer hatten dort ihre letzte Ruhe gefunden, zum Teil in Massengräbern.
Das im Sommer 1940 von der Geheimen Staatspolizei (Gestapo) Hannover in Kooperation mit der Firma Wolff & Co. eingerichtete sog. „Polizei-Gewahrsamslager“ an der Schlossstraße in Liebenau wurde später in „Arbeitserziehungslager“ (AEL) Liebenau umbenannt. Es gehörte zu den über 200 Lagern dieser Art, die unter Federführung der Gestapo bis zum Kriegsende im gesamten Reich entstanden. Die allgemeinen Lagerverhältnisse in Liebenau entsprachen im Wesentlichen denen eines Konzentrationslagers. Die Häftlinge mussten bei schlechter Verpflegung schwer arbeiten und wurden häufig misshandelt. Die ärztliche Versorgung war mangelhaft. Infolge dieser Verhältnisse starb eine große Zahl von Häftlingen. Zeitweise wurde das AEL auch als „Gestapo-Hinrichtungsstätte“ genutzt, wobei die Hinrichtung von mindestens neun Menschen nachgewiesen ist. Vier dieser Hinrichtungen durch Erhängen sind in den Liebenauer Standesamtslisten registriert.
Auch nach dem Ende des Zweiten Weltkriegs wurde zunächst von der Dynamit Nobel, später von der holländischen Eurometaal bis 1994 auf dem Eibia-Gelände in Liebenau Munition produziert. Noch Anfang der 1960er Jahre war die Rüstungsfabrik in Liebenau die größte in ganz Westdeutschland.
Von 1963 bis 1992 befand sich auf dem Gelände außerdem das Atomwaffendepot Sondermunitionslager Liebenau für die 1. Panzerdivision der Bundeswehr. Heute liegt das 12 Quadratkilometer große Areal der ehemaligen Eibia weitgehend brach und darf nur mit Erlaubnis betreten werden. Käufer und Investoren werden gesucht.
2023 eröffnete in der ehemaligen Hauptschule in Liebenau die Gedenk- und Bildungsstätte Liebenau, ein Bildungs- und Begegnungszentrum, in dem die Dokumentationsstelle Pulverfabrik Liebenau ihren Sitz hat. Dort befindet sich eine Dauerausstellung zur früheren Pulverfabrik. Die Ausstellung erinnert an die NS-Zwangsarbeit durch etwa 20.000 nach Liebenau verschleppte Menschen.

## Politik

### Gemeinderat
Der Gemeinderat aus Liebenau setzt sich aus 15 Ratsfrauen und Ratsherren zusammen. Die Ratsmitglieder werden durch eine Kommunalwahl für jeweils fünf Jahre gewählt.
Bei der letzten Kommunalwahl 2021 ergab sich folgende Sitzverteilung:
- CDU 7 Sitze
- SPD 5 Sitze
- WAL 2 Sitze
- Grüne 1 Sitz

### Bürgermeisterin
Die ehrenamtliche Bürgermeisterin Margit Schmidt wurde am 17. November 2011 gewählt. Am 11. November 2021 wurde sie für ihre dritte Amtszeit vom Gemeinderat einstimmig wiedergewählt.

### Wappen
| Wappen von Liebenau | Blasonierung: „In Grün der wachsende, golden nimbierte, blau gekleidete heilige Laurentius, der mit der Linken einen schwarzen Rost hält; rechts vor ihm der goldene Spitzhelm eines Kirchturms über Zinnenkranz.“ |
| Wappen von Liebenau | Wappenbegründung: Bereits in einem Weichbildsiegel, datiert auf das Jahr 1558, zeigt den Heiligen mit der Kirche. Dass der Kirchenpatron auch nach der Reformation erhalten blieb, erklärt sich mit seiner Bedeutung als Schutzheiliger der Schmiede, Liebenau war ein wichtiger Ort an dem Sensen hergestellt wurden. Die Tingierung des Siegelbildes ist neueren Datums, ein von Otto Hupp abweichendes Bild zeigt den Heiligen stehend und die Kirche mitsamt Turm und Langhaus. Die Hauptfarben des Wappens Blau und Gold lehnen sich an das Löwenwappen der Herzöge von Braunschweig-Lüneburg an, die in den Besitz von Liebenau nach dem Aussterben der Grafen von Hoya kamen. |

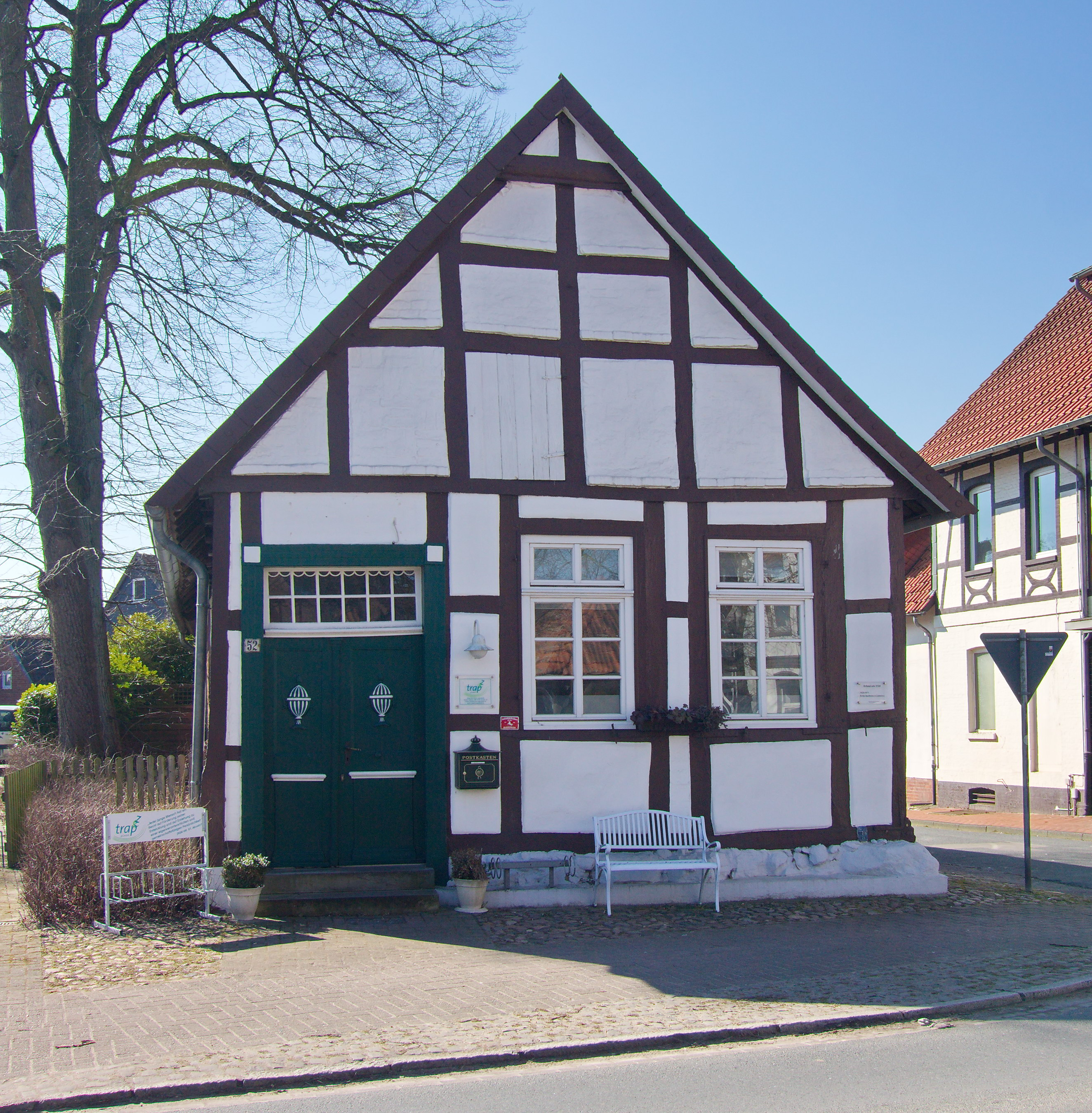
Erste Apotheke von 1720
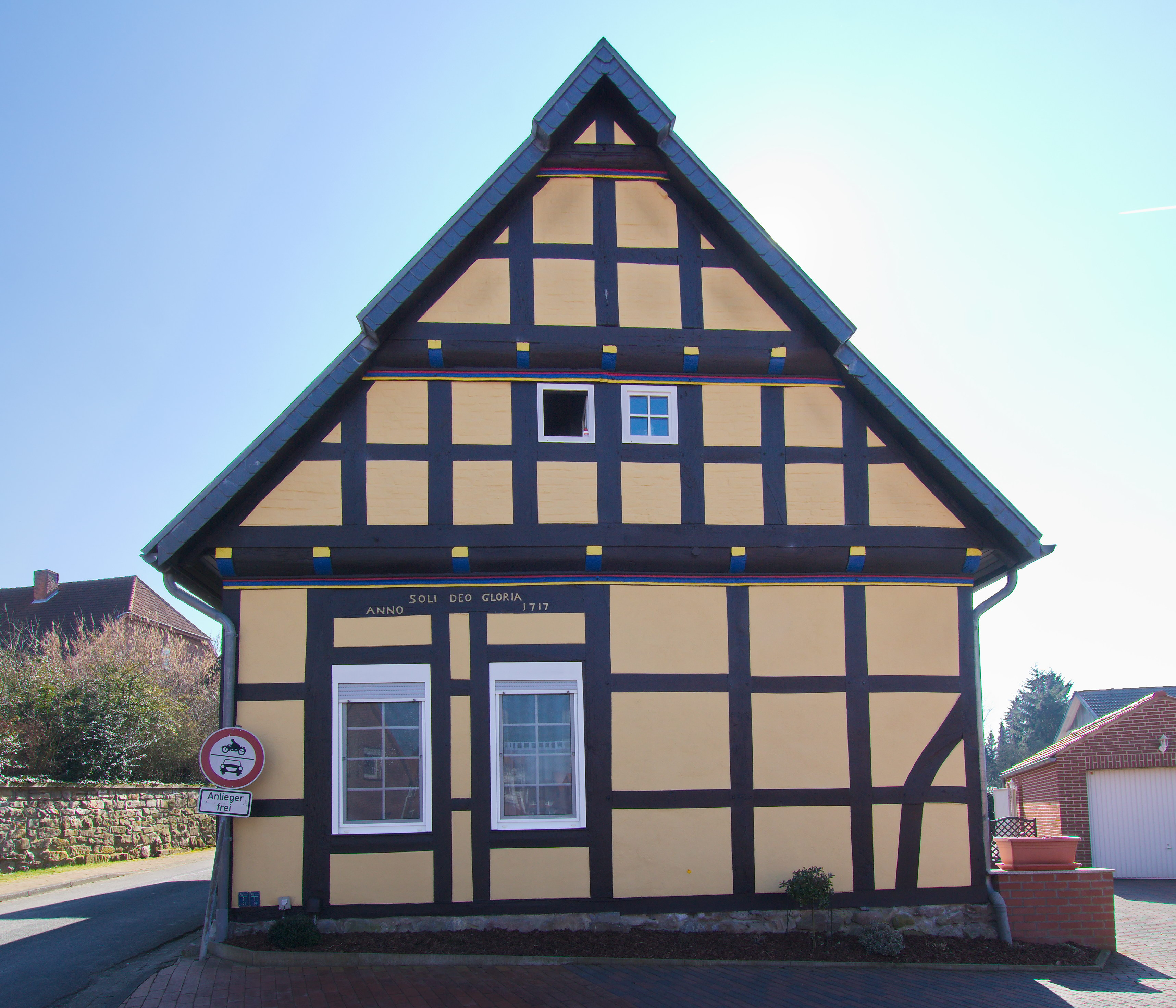
Fachwerkhaus von 1717
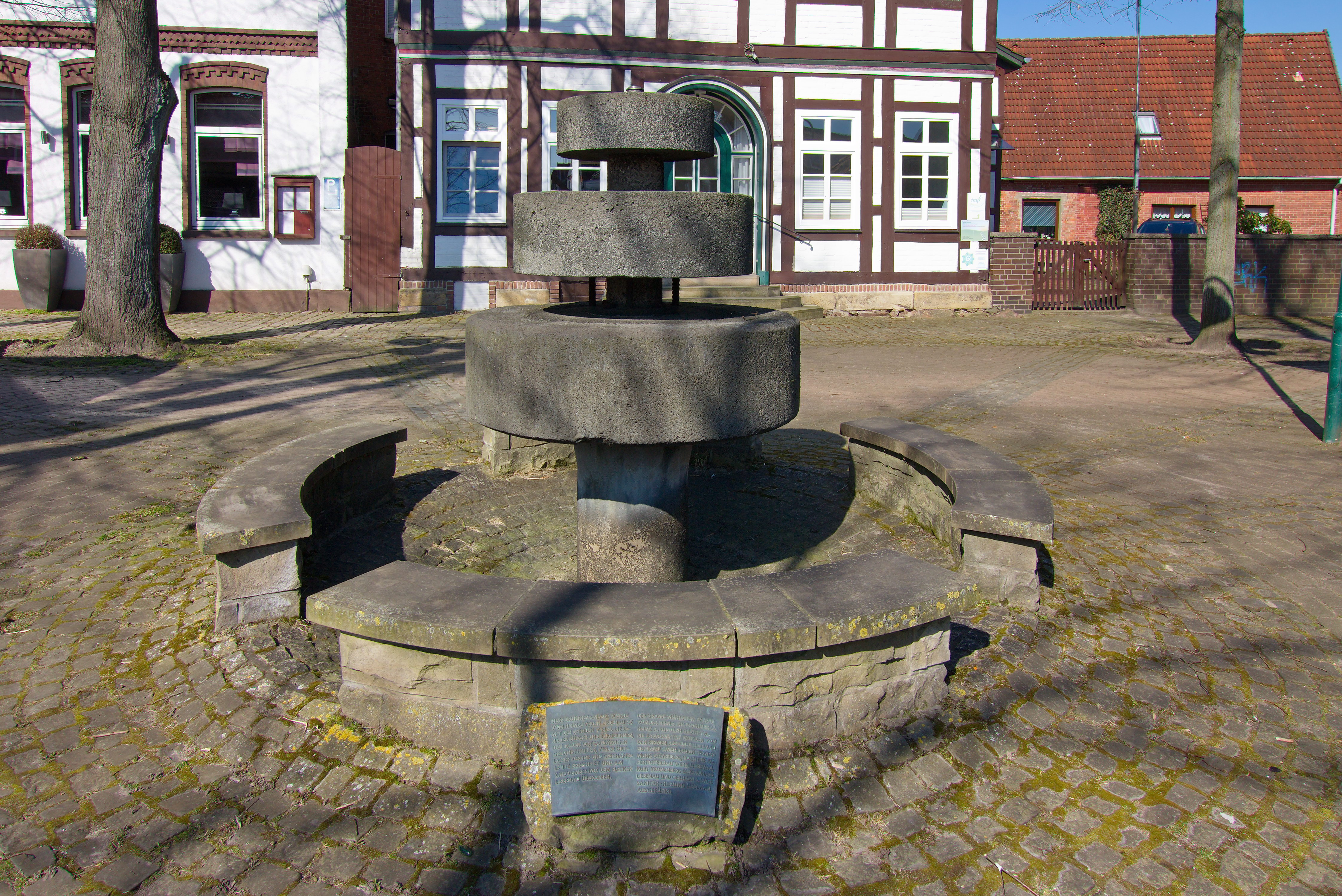
Brunnenanlage
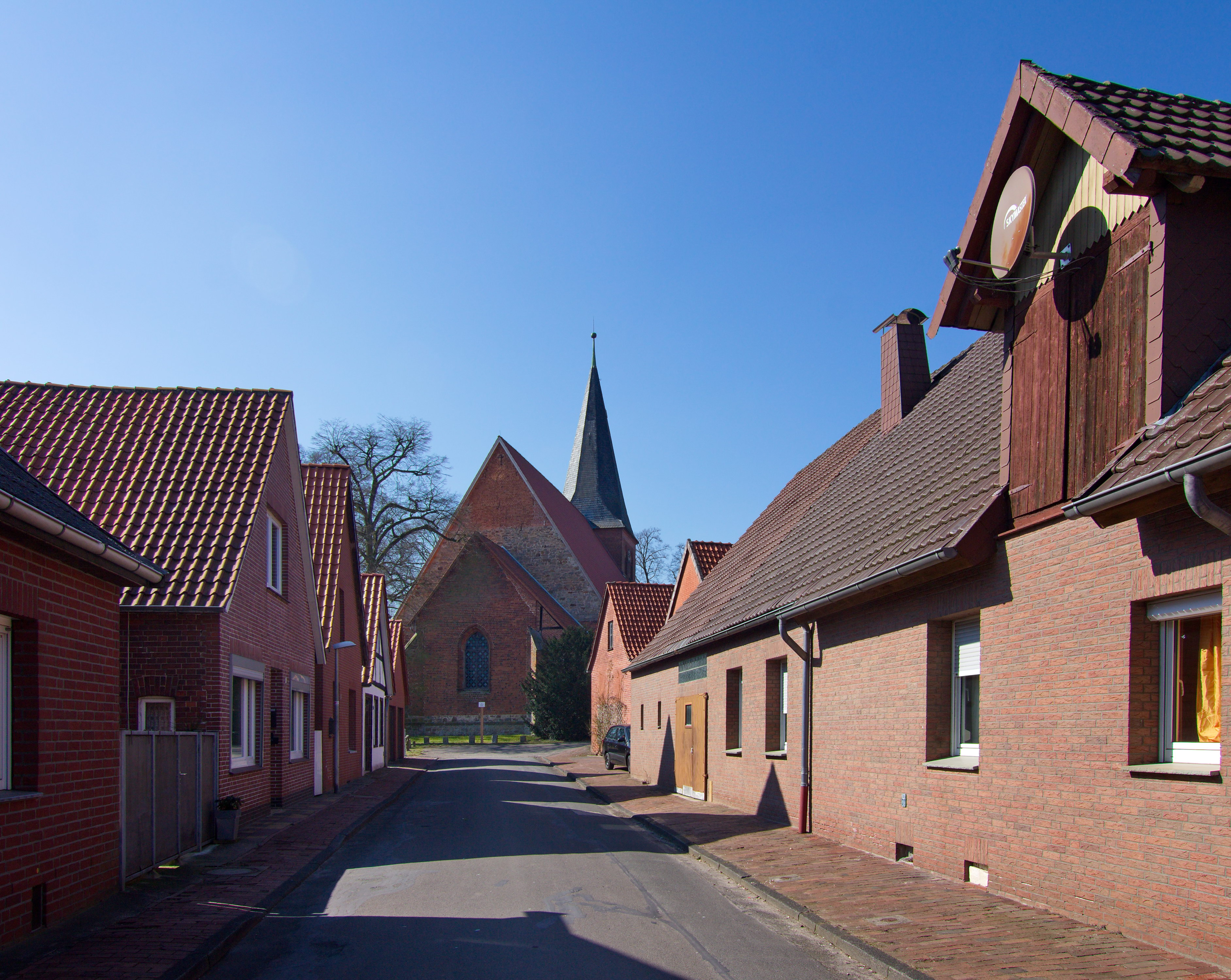
Ortsblick

## Kultur und Sehenswürdigkeiten

### Bauwerke

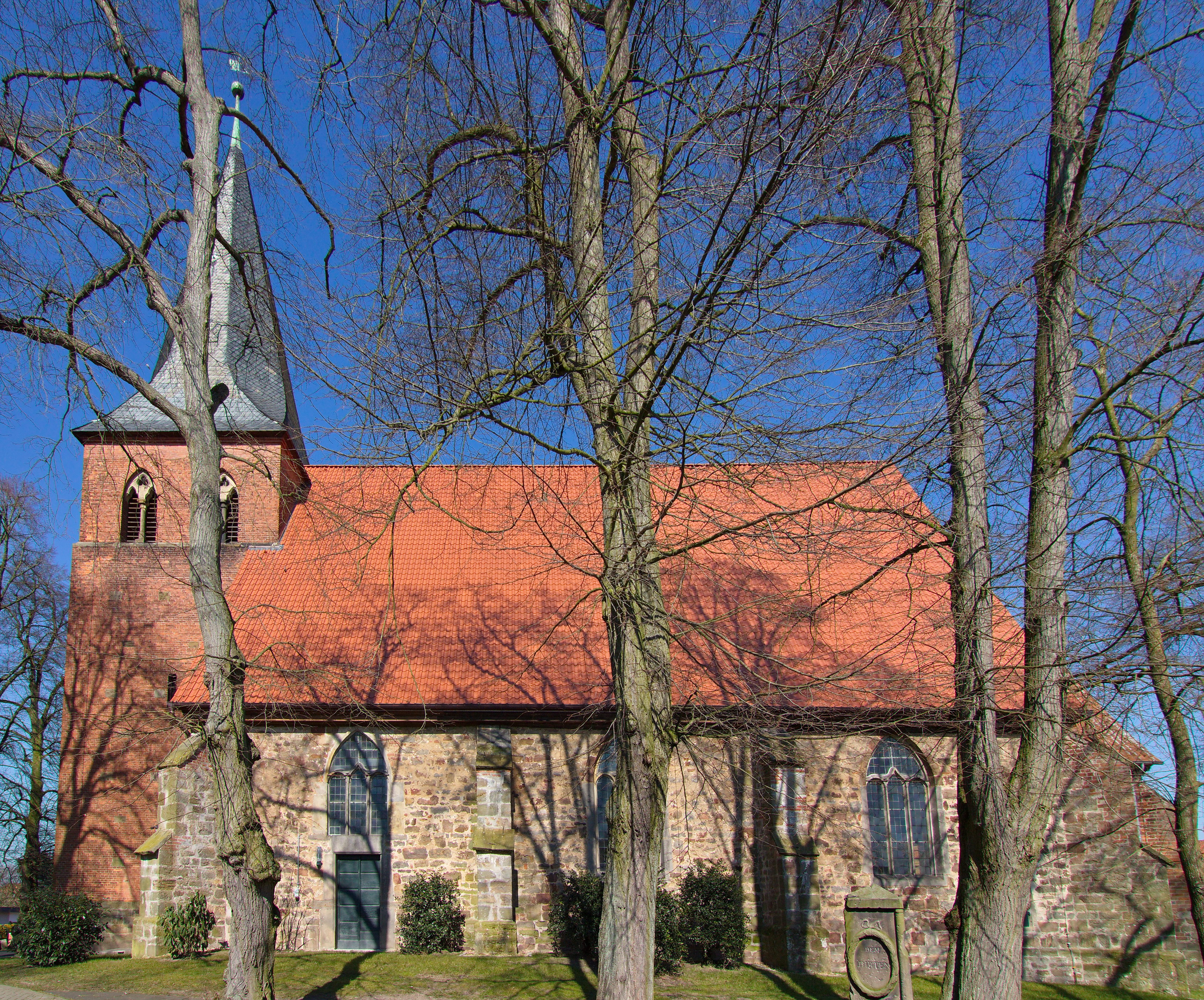
St.-Laurentius-Kirche
Am Standort der heutigen St.-Laurentius-Kirche stand zunächst eine Holzkirche, die ungefähr im Jahre 900 errichtet wurde. Zum Schutzpatron dieser Kirche wählte man den Heiligen Laurentius. Während der Lehnskriege der Hoyaer Grafen mit den Herzögen von Braunschweig und Lüneburg wurde die Kirche teilweise zerstört. Die Inschrift über dem nördlichen Eingang nennt als Jahr der Wiederherstellung 1522. Auch nach der Reformation ist der Kirchenpatron, der Heilige Laurentius, beibehalten worden. Dies erklärt sich wohl aus seiner Bedeutung als Schutzheiliger der Schmiede; der Flecken Liebenau war in dieser Zeit durch die Herstellung von Sensen weithin bekannt.
Die Kirche ist im spätgotischen Baustil errichtet. Es ist ein dreischiffiger Hallenbau mit Kreuzgewölben. Die Außenmauern bestehen aus Bruch- steinen und Findlingen; die Sakristei ist im Fachwerkbaustil errichtet und stammt aus der nachreformatorischen Zeit. Die evangelische Kirche ist etwa 40 m lang und 16,55 m breit. Der Kirchturm ist 35 m hoch.
Das wertvollste Kunstwerk der Kirche ist das aus Sandstein gearbeitete Tabernakel, auch Sakramentshäuschen genannt. Es ist eine spätgotische Arbeit und hat eine Höhe von 6,5 m. Der Schrein ist mit einem kunstvollen schmiedeeisernen Gittertürchen, das in Liebenau gefertigt wurde, verschlossen. Der Schnitzaltar stammt aus dem Jahr 1517.

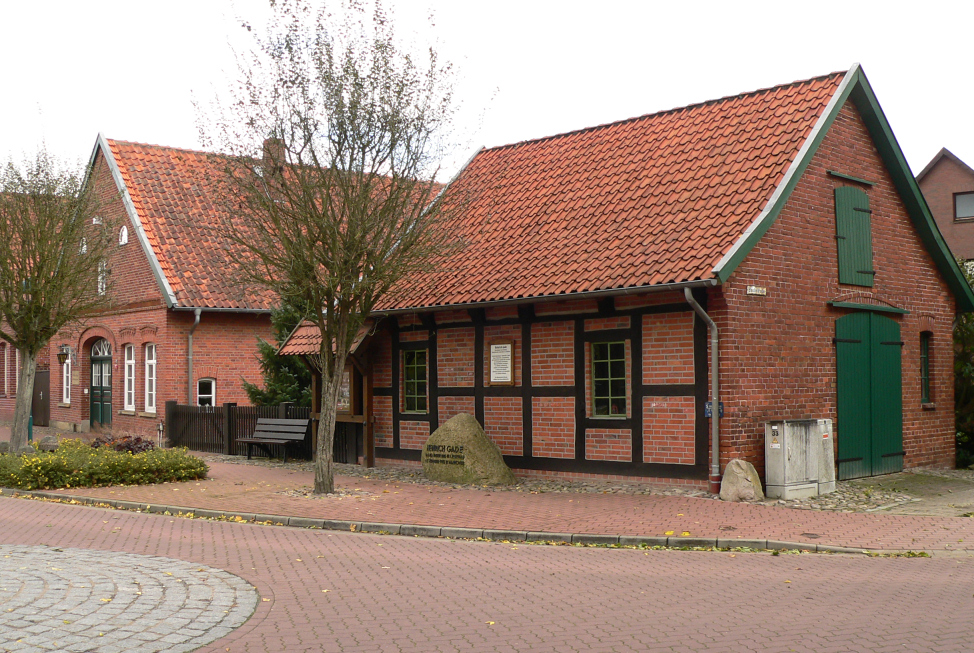
Heimathaus Witten Hus
Dieses für die Region typische Ackerbürgerhaus steht in der Ortstraße in Liebenau auf einem etwa 4000 Quadratmeter großen Grundstück. Nach dem großen Brand vom 21. April 1869 in Liebenau, dem zahlreiche Gebäude im Bereich der Langen Straße und Ortstraße zum Opfer fielen, wurde das Gebäude Ende des 19. Jahrhunderts neu errichtet. Das Haus wurde bis 1997, zuletzt von der Familie Dietrich Witte, bewohnt. Da viele Jahrzehnte keine baulichen Veränderungen vorgenommen worden sind, war das Anwesen besonders für die Einrichtung eines Heimathauses geeignet. Mitglieder des Heimatvereines Liebenau haben das historische Gebäude in ehrenamtlichem Einsatz saniert und eingerichtet.
Das Heimathaus beherbergt eine Vielzahl von Exponaten handwerklicher und hauswirtschaftlicher Gegenstände aus der Region. In einer Scheune sind alte landwirtschaftliche Maschinen und Geräte zu sehen. In einer Remise ist eine funktionstüchtige alte Dreschmaschine ausgestellt.
Zum ständigen Programm des Heimatvereines gehören Ausstellungen, Lesungen und gesellige Veranstaltungen. Die rustikale Atmosphäre des alten Fachwerkhauses nutzen Liebenauer Hochzeitspaare gern für ihre standesamtliche Trauung. Vor dem Gebäude befindet sich ein Gedenkstein für den Heimatforscher Heinrich Gade.
Schloss Eickhof
Inmitten des Forstes Eickhof liegt das Schloss Eickhof. Bis 1938 war das Schloss Sitz der Adelsfamilie von Eickhof-Reitzenstein. Seit 2006 befindet sich im Schloss ein Zenkloster der Rinzai-Linie. Neben der Übung des Zen werden Lehrgänge und Seminare angeboten.
Das Schloss ist umgeben von einem japanischen Garten, der von den jetzigen Eigentümern gestaltet wurde.
Burg Liebenau
Unmittelbar an der Aue lag die im Jahr 1300 erstmals erwähnte Burg Liebenau. In der Folge eines Erbstreits zwischen der Obergrafschaft Hoya und den Herzöge von Braunschweig-Lüneburg wurde die Burg 1512 zerstört und später überbaut. Zur Burg führte ein Damm, der mit der Dammstraße in diesem Bereich überliefert ist.
Burg Neuhaus
Südlich von Liebenau lag nahe der Weser die 1242 erbaute Burg Neuhaus. Sie bestand aus einem Burgturm sowie einer Ringmauer und war von einem Burggraben umgeben. Die Burganlage wurde vom Mindener Bischof Wilhelm erbaut, um das Gebiet gegen die Grafschaft Hoya zu sichern. 1335 gelang es den Grafen von Hoya, die Burg einzunehmen und zu zerstören. Ihre Baureste wurden bis 1850 vollständig abgetragen, vermutlich zum Gebäudebau in Liebenau. Heute liegt die Burgstelle auf einer landwirtschaftlich genutzten Fläche.
Jüdischer Friedhof
Auf dem 2150 m² großen Jüdischen Friedhof Liebenau an der Stolzenauer Straße befinden sich noch 70 Grabsteine aus der Zeit nach 1850 – ein Teil von ihnen nur mit hebräischen Inschriften.

### Kulinarische Spezialitäten
- Liebenauer Spargel

## Wirtschaft und Infrastruktur
Liebenau ist schon in den vergangenen Jahrhunderten durch die Fabrikation von Sensen und das Klöppeln von Spitzen weit über seine Grenzen hinaus bekannt geworden.

### Verkehr
Die Gemeinde Liebenau ist über die L 351 zu erreichen, die von Nienburg nach Stolzenau führt. Der ÖPNV wird mit Bussen im Rahmen der Verkehrsgesellschaft Landkreis Nienburg durchgeführt. Der Bahnhof Liebenau (Han) liegt an der Bahnstrecke Nienburg–Rahden, es findet dort kein Schienenpersonennahverkehr statt.

## Persönlichkeiten
- Heinrich Gade (1816–1910), Pädagoge, Heimatforscher und Ehrenbürger
- Paul Wagner (1843–1930), Agronom
- Georg Wagner (1844–1921), Pädagoge
- Friedrich Bomhoff (1909–2004), Pädagoge, Heimatforscher und Ehrenbürger
- Rolf Meyer (1951–2014), Politiker (SPD)
- Peter Knorn (* 1956), Musiker
- Anne-Marie Keding (* 1966), Politikerin (CDU)
- Carola Ferstl (* 1968), Fernsehmoderatorin und Buchautorin
- Andreas Winkelmann (* 1968), Schriftsteller und Thrillerautor
- Thorsten Wilhelms (* 1969), Radrennfahrer